# Абуталіпово
Абуталі́пово (рос. Абуталипово, башк. Әбүталип) — присілок у складі Караідельського району Башкортостану, Росія. Входить до складу Артакульської сільської ради.
Населення — 261 особа (2010; 303 у 2002).
Національний склад:
- татари — 93 %